# Haemophilus
Haemophilus és un gènere de bacteris gramnegatius amb forma de coccobacils però molt pleomòrfiques. Tot i que la forma típica és la de coccobacils, es consideren pleomòrfiques perquè poden variar dràsticament la seva morfologia.
El gènere inclou organismes comensals amb un cert grau de patogenicitat, com ara Haemophilus influenzae i H.  ducreyi. Haemophilus influenzae ocasiona septicèmia i meningitis a nens petits. Va ser considerat l'agent causal de la grip, però posteriorment es va descobrir que la grip és causada per un ortomixovirus. Tanmateix, aquella idea equivocada va proporcionar l'epítet (influenzae) que designa l'espècie. Va ser el primer bacteri del qual es va seqüenciar el genoma complet, el 1995. Haemophilus ducreyi és un bacteri causant del xancre.